# Настольный теннис на летних Олимпийских играх 2004
В соревнованиях по настольному теннису на летних Олимпийских играх 2004 года приняло участие 172 человека.

## Общий медальный зачёт
| Место | Страна           | Золото | Серебро | Бронза | Всего |
| ----- | ---------------- | ------ | ------- | ------ | ----- |
| 1     | Китай            | 3      | 1       | 2      | 6     |
| 2     | Республика Корея | 1      | 1       | 1      | 3     |
| 3     | Гонконг          | 0      | 1       | 0      | 1     |
| 3     | КНДР             | 0      | 1       | 0      | 1     |
| 4     | Дания            | 0      | 0       | 1      | 1     |

## Медалисты

### Мужчины
| Категория        | Золото                     | Серебро                       | Бронза                              |
| ---------------- | -------------------------- | ----------------------------- | ----------------------------------- |
| Одиночный разряд | Ю Сын Мин Республика Корея | Ван Хао Китай                 | Ван Лицинь Китай                    |
| Парный разряд    | Китай · Чэнь Ци · Ма Линь  | Гонконг · Гао Лицзэ · Ли Цзин | Дания · Микаэль Мэйс · Финн Тугвелл |

### Женщины
| Категория        | Золото                       | Серебро                                   | Бронза                      |
| ---------------- | ---------------------------- | ----------------------------------------- | --------------------------- |
| Одиночный разряд | Чжан Инин Китай              | Ким Хян Ми КНДР                           | Ким Кён А Республика Корея  |
| Парный разряд    | Китай · Ван Нань · Чжан Инин | Республика Корея · Ли Ын Силь · Сок Ын Ми | Китай · Го Юэ · Ню Цзяньфэн |